# Plagiognathus shepherdiae
Plagiognathus shepherdiae är en insektsart som beskrevs av Knight 1929. Plagiognathus shepherdiae ingår i släktet Plagiognathus och familjen ängsskinnbaggar.

## Underarter
Arten delas in i följande underarter:
- P. s. shepherdiae
- P. s. similatus